# Buczyna (Nowa Wieś)
Buczyna – przysiółek wsi Nowa Wieś w Polsce położony w województwie lubuskim, w powiecie wschowskim, w gminie Wschowa.
W latach 1975–1998 miejscowość administracyjnie należała do województwa leszczyńskiego.